# Монастырь Джурджевац
Монастырь Джурджевац (серб. Манастир Ђурђевац) во имя святого Георгия — разрушенный средневековый монастырь в населённом пункте Крива-Риека общины Козарска-Дубица Республики Сербской Боснии и Герцеговины.
Руины монастыря Джурджевац близ Крива-Риеки упоминается в шематизме Баня-Лукской и Бихачской епархии за 1901 год. Место нахождения монастыря открыто археологами в 2008 году. Систематические исследования руин начались в 2012 году. Архитектурные особенности указывают на то, что монастырь был построен примерно во время правления короля Милутина, то есть в конце XIII — начале XIV века. Обитель разрушена турками в 1538 году и после этого была восстановлена. В конце XVIII века монастырь окончательно разрушен в ходе Австро-турецкой войны. Существуют планы по его возрождению.